# Nederlands kampioenschap zaalhandbal vrouwen
Onderstaande lijst geeft een overzicht van alle landskampioenen in het Nederlands handbal sinds 1954.

## Landskampioenen
| - 1954 UDI'91 - 1955 Hellas - 1956 Niloc - 1957 Hellas - 1958 Hellas - 1959 Zeeburg - 1960 Zeeburg - 1961 WLC - 1962 Niloc - 1963 Swift Roermond - 1964 Swift Roermond - 1965 Swift Roermond - 1966 Swift Roermond - 1967 Swift Roermond - 1968 Niloc - 1969 Swift Roermond - 1970 Swift Roermond - 1971 Niloc - 1972 Niloc - 1973 Swift Roermond - 1974 Swift Roermond - 1975 Swift Roermond - 1976 Hellas | - 1977 Hellas - 1978 Hellas - 1979 Swift Roermond - 1980 Hellas - 1981 Hellas - 1982 Swift Roermond - 1983 Niloc - 1984 Niloc - 1985 Ookmeer - 1986 Ookmeer - 1987 Vlug en Lenig - 1988 SEW - 1989 SEW - 1990 Vlug en Lenig - 1991 Aalsmeer - 1992 Swift Roermond - 1993 Swift Roermond - 1994 Swift Roermond - 1995 Swift Roermond - 1996 Swift Roermond - 1997 Swift Roermond - 1998 Swift Roermond - 1999 SEW | - 2000 VOC - 2001 SEW - 2002 Hellas - 2003 SEW - 2004 SEW - 2005 Hellas - 2006 Quintus - 2007 Quintus - 2008 VOC - 2009 VOC - 2010 VOC - 2011 Dalfsen - 2012 Dalfsen - 2013 Dalfsen - 2014 Dalfsen - 2015 Dalfsen - 2016 Dalfsen - 2017 VOC - 2018 VOC |

Aantal keer landskampioen:

Swift Roermond                   19x

Hellas               10x

Niloc      7x

VOC Amsterdam   6x

SEW      6x

Dalfsen                   6x

Quintus           2x

Vlug en Lenig 2x

Ookmeer 2x

Zeeburg  2x

Aalsmeer 1x

WLC             1x

UDI'91 1x